# Stadion OKS Brzesko
Stadion OKS Brzesko – stadion sportowy w Brzesku, w Polsce. Został otwarty w 1936 roku. Może pomieścić 3000 widzów. Swoje spotkania rozgrywają na nim piłkarze klubu Okocimski KS.
Pierwotnie piłkarze Okocimskiego KS (klub założony w 1933 roku, sekcja piłkarska działająca od roku 1935) grali na boisku na Słotwinie, w pobliżu stacji kolejowej. Powstanie sekcji piłkarskiej było impulsem do budowy nowego boiska. Jeszcze w 1935 roku Antoni Jan Götz-Okocimski, właściciel Browaru Okocim przekazał pod budowę nowego obiektu grunt na Zielonce w pobliżu Garbatki. Prace rozpoczęto niezwłocznie, a w budowie udział brali członkowie klubu oraz młodzież gimnazjalna. Nowy obiekt wraz z bieżnią lekkoatletyczną gotowy był już w 1936 roku. W czasie II wojny światowej stadion zajęli Niemcy, którzy urządzili na nim magazyn płodów rolnych i kopcowali ziemniaki.
W 1993 roku Okocimski KS osiągnął historyczny sukces, awansując do II ligi. Przez kolejne pięć sezonów stadion Okocimskiego gościł rozgrywki drugiego poziomu ligowego. Przed rozpoczęciem sezonu 1998/99 główny sponsor klubu, Browar Okocim wycofał się z dalszego wspierania drużyny i zespół nie przystąpił do rozgrywek. Po roku przerwy zespół rozpoczął zmagania ligowe od IV ligi. Po raz drugi piłkarze OKS-u awansowali na drugi poziom rozgrywkowy (wówczas już pod nazwą I liga) w 2012 roku. Tym razem pobyt klubu w I lidze trwał tylko przez dwa sezony po czym nastąpił spadek. W międzyczasie obiekt był również jedną z aren turnieju finałowego Pucharu Regionów UEFA w 2005 roku. Rozegrano na nim trzy spotkania fazy grupowej tych zawodów.